# Le beau monde (kadrilj)
Le beau monde, op. 199, är en kadrilj av Johann Strauss den yngre. Den spelades första gången den 6 september 1857 i Pavlovsk i Ryssland. "Le beau monde" kan översättas med "det vackra folket" eller "den vackra världen". I Wien talade man om "Haute-volée" (se Haute Volée-Polka).

## Historia
I juli 1857 befann sig Johann Strauss i Pavlovsk utanför Sankt Petersburg, där han för andra året i rad hade engagerats för en konsertturné mellan maj och oktober. Den entusiastiska publiken bestod till stor del av rysk societet och medlemmar av den kejserliga familjen. Tsar Alexander II bevistade ofta konserterna liksom hans bröder, storfurstarna Konstantin Nikolajevitj och Mikael Nikolajevitj, varav den förre även uppträdde som cellist i Strauss orkester. I ett brev som Strauss skrev till sin förläggare Carl Haslinger i slutet av juli 1857 meddelades: "Jag ger ytterligare en välgörenhetskonsert denna månad till vilken jag ska skriva en vals och en kadrilj". De två nya verken komponerades i augusti och framfördes första gången vid hans välgörenhetskonsert den 6 september: valsen Telegrafische Depeschen och kadriljen Le beau monde. Den senare kompositionen visar på modet i Ryssland att använda det franska språket. Vid premiären sjöng orkestermusikerna då det i partituret var inskrivet en körinsats, vars text emellertid endast bestod av "La, la, la". Detta togs senare bort. I slutet av oktober återvände Strauss till Wien och den 1 november framförde han kadriljen för hemmapubliken vid en konsert i Volksgarten.

## Om kadriljen
Speltiden är ca 5 minuter och 33 sekunder plus minus några sekunder beroende på dirigentens musikaliska tolkning.

## Weblänkar
- Le beau monde i Naxos-utgåvan.